# Parc national d'Azagny
Le parc national d'Azagny (ou d'Assagny) est un parc national d'une superficie de 19 400 ha situé  en Côte d'Ivoire, à 130 km d'Abidjan, dans la sous-préfecture de Grand-Lahou et à l'embouchure du fleuve Bandama. Cette réserve naturelle a été érigée en parc national en 1981 et classée site Ramsar en 1996.

## Géographie
Le parc national d'Azagny est situé dans le sud de la Côte d'Ivoire, dans la région des lagunes et dans le département de Grand-Lahou. Situé à proximité de la ville de Grand-Lahou, il est délimité à l'ouest l'extrémité par la lagune Ebrié, à l'ouest par le fleuve Bandama, au sud par le canal d'Azagny (qui relie la lagune Ebrié au fleuve Bandama) et au nord par la route côtière.
Le parc abrite deux grandes clairières, appelées « petites savanes », dont l'une est la savane de Ségui.

## Climat
Le climat du parc national d'Azagny est proche de celui d'Abidjan. Équatorial, il est généralement humide et se caractérise par des précipitations moyennes variant entre 1 624 mm et 1 678 mm par an. Une grande saison des pluies s'étendant d'avril à juillet et une petite saison des pluies de septembre à novembre entrecoupées par une saison sèche.
La température reste élevée durant la saison sèche et peut dépasser, certains jours, 35 °C. Durant les saisons pluvieuses, la température est relativement plus basse et varie entre 27 °C et 27 °C[réf. nécessaire]. L'air est marqué par un fort taux d'humidité qui varie entre 96 % pour les saisons pluvieuses et 60 % ou seulement 50 % durant l'inter saison sèche.

## Hydrographie
Constitué d'un faible plateau s'élevant de 1 à 6 m d'altitude, le parc national d'Azagny se décline néanmoins, dans sa partie méridionale, en un bas-fonds qui reçoit les eaux en provenance des zones forestières et des savanes côtières. Celles-ci sont capables de monter jusqu'à 50 m d'altitude avant de se déverser dans la lagune Ebrié située à l'est du parc, ou dans le Bandama, à l'ouest de celui-ci, ou encore dans le canal d'Azagny qui a été spécialement aménagé à cet effet. Ainsi, le parc national d'Azagny reste, durant toute l'année, une zone marécageuse très humide sur la quasi-totalité de sa surface.

## Flore

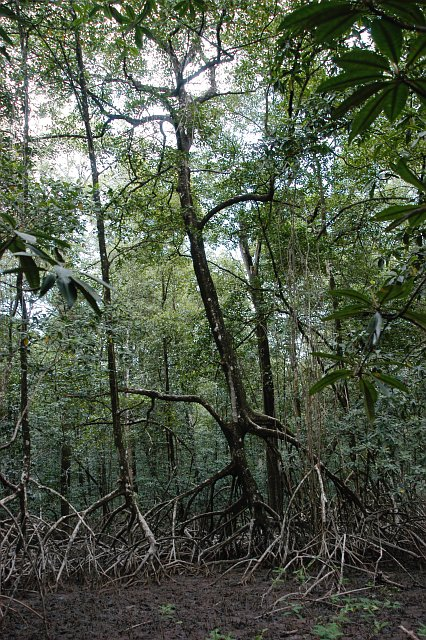
Rhizophora racemosa

Dans la partie centrale du parc national d'Azagny, s'est formé un secteur marécageux présentant une végétation très caractéristique constituée des mangroves (principalement Rhizophora racemosa et Avicennia africana) couvrant à peu près les deux tiers du parc, de palmiers Raphia et d'autres formations aquatiques. Le reste du parc présente une variété de végétation alternant savanes côtières parsemées de palmiers de type Borassus aethiopum, une petite quantité de forêts humides et quelques fourrés forestiers.

## Faune
Le parc national d'Azagny abrite des espèces emblématiques de la faune africaine notamment l'éléphant de forêt, le crocodile nain, des potamochères et des buffles, quatre espèces de tortues et plusieurs primates qui occupent en particulier l'île aux chimpanzés, accessible en pirogue. Les quatre éléphants transportés à grand frais de Daloa en mars 2014 se sont depuis enfuis pour rejoindre leur lieu d'origine.
Diverses espèces de poissons trouvent également, dans les dépressions marécageuses et les mangroves du parc, le lieu idéal pour leur reproduction.
De nombreux oiseaux migrateurs et plusieurs espèces de hérons sont également abrités par ce parc. Au moins 162 espèces différentes d'oiseaux y ont été enregistrées et les spécialistes indiquent que ce chiffre va s'accroître avec les prochaines explorations. Toutefois, la quantité d'oiseaux d'espèces forestières reste quelque peu limitée par la rareté de la forêt dans le parc. Il n'en demeure pas moins des espèces du Biome de la forêt Guinée-Congo tels le Ploceus aurantius (tisserin orangé) et le Nectarinia fuliginosa et Nectarinia reichenbachii qui se limitent à la végétation côtière et aux mangroves. Compte tenu de l'habitat, le parc national d'Azagny peut être un site important pour le Scotopelia ussheri (chouette-pêcheuse rousse).

## Protection
Le site comporte de nombreuses espèces de mammifères rares et vulnérables menacées de disparition et qui ont plus ou moins bénéficié de la protection naturelle qu'offre sa contexture marécageuse. Il a cependant quelque peu souffert, sur sa frontière nord, de l'empiètement agricole et dans ses autres parties, du braconnage, de la pêche clandestine et de coupes de bois de chauffe. Pour le préserver, il a été érigé, le 2 avril 1981, en Parc national. Le 27 février 1996, il est le premier espace ivoirien à être classé site Ramsar. Seuls  les travaux de recherche à vocation éducative ou culturelle ainsi que les activités spirituelles, sont autorisées sur le site de même que le tourisme. Parfois celui-ci est source de nuisances quand le parc est survolé à basse altitude par des avions en provenance d'Abidjan à la recherche d'éléphants et de buffles.
Pour impliquer les populations riveraines du Parc dans la protection de celui-ci et atténuer le risque permanent de braconnage qui le menace, divers programmes de formation sont développés par les structures gouvernementales locales et par diverses organisations internationales.
Un plan de gestion du parc national d'Azagny a été élaboré en 1983 mais sa mise en œuvre n'a véritablement démarré qu'avec la création, en 2004, de l'Office ivoirien des parcs et des réserves qui est l'organe gouvernemental chargé de la gestion de cet espace.

## Infrastructures
Les Allemands ont été les promoteurs des aménagements à l’intérieur du parc depuis 1979 avec notamment la construction du ‘’Campement Hôtel’’ en 1984 (qui comportait alors 16 chambres, 32 lits, une cuisine et un restaurant). Un campement de résidence avait également été construit, d'où les touristes pouvaient emprunter un hors-bord ou une pirogue pour une visite plus en profondeur du parc. Toutes ces infrastructures sont tombées en ruine au cours des années 1990-2000.
Des travaux ont toutefois été lancés en 2017, et les agents de l'OIPR disposent actuellement de :
- deux bâtiments et d'un puits à Sonayé à l'intérieur du parc
- un logement pour agent, un abri de bateaux, un débarcadère et une rampe de mise à eau de hors-bords à N’zida
- une base vie à Noumouzou, avec deux bâtiments et un puits
- un bâtiment à usage de bureaux à Grand-Lahou.

Le Campement Hotel (rouvert depuis 2019) dispose de 3 bungalows de 2 chambres chacun, avec un restaurant, accessible par une piste de 8 kilomètres à partir de l'entrée est.
Un débarcadère a été construit à l'entrée ouest, sur le Bandama, disposant d'un ponton donnant accès à un chemin aboutissant à un mirador dominant la petite savane de Ségui.
Il est prévu d'ouvrir une piste de 13 km sur l’axe fleuve Bandama-Broukro.